# 350 Орнамента
350 Орнамента (350 Ornamenta) — астероїд головного поясу, відкритий 14 грудня 1892 року Огюстом Шарлуа у Ніцці.
Тіссеранів параметр щодо Юпітера — 3,058.